# Vlag van Palestina

Vlag van Palestina (ratio 1:2)

Vlag van de Palestijnse Autoriteit (ratio 1:2)

De vlag van Palestina wordt gebruikt als de vlag van de Staat Palestina en is het wereldwijde symbool voor de Palestijnen. De vlag wordt officieel gebruikt sinds de oprichting van de Palestijnse staat op 15 november 1988 en was daarvoor de facto de vlag van de Palestijnen sinds de oprichting van de PLO op 28 mei 1964. De vlag is een variant op de vlag die gevoerd werd tijdens de Arabische opstand tegen het Ottomaanse Rijk. De vlag van de Arabische opstand werd gevoerd door de Palestijnse regering in de Gazastrook tussen 1948 en 1959 als vlag van Palestina.
De vlag is dezelfde als die van de Ba'ath partij.

## Vorige geschiedenis
Hoewel het pas sinds 1948 de vlag van Palestina is, heeft het een veel langere geschiedenis. Het was de vlag van het Koninkrijk Hidjaz van ongeveer 1920 tot 1926, de vlag van Transjordanië van 1921 tot 1928 en de vlag van de Arabische Federatie in 1958. Hij is ook identiek aan de vlag van de Arabische Socialistische Ba'ath-partij. De achterkant is ook identiek aan de achterkant van de vlag van de Sahrawi Arabische Democratische Republiek.

## Geschiedenis
Tot de Eerste Wereldoorlog behoorde de regio Palestina tot het Ottomaanse Rijk. Na de nederlaag en bezetting van Palestina door Britse troepen in 1917 werd het Heilige Land een mandaatgebied onder toezicht van de Volkenbond. Dit Britse Mandaatgebied Palestina (1923 tot 1948) had aanvankelijk geen eigen vlag. In 1926 werd een Blauw vaandel met een witte schijf en het opschrift Palestine Customs ingevoerd voor de douaneautoriteiten. In 1927 werd voor het eerst een Rood vaandel gebruikt op schepen die geregistreerd waren in het Mandaatgebied. De witte schijf droeg het opschrift Palestina. In 1929 werd het woord Douane verwijderd van de Blauw vaandel. De vlaggen werden gebruikt tot het einde van het mandaat in 1948.
In maart 1948, na de terugtrekking van de Britten, koos de volledig Palestijnse regering in Gaza de vlag van de Arabische opstand van 1916 tegen het Ottomaanse Rijk als nationale vlag van een Palestijnse staat. De vlag was oorspronkelijk die van het Koninkrijk Hidjaz en was het symbool geworden van de Arabische nationale beweging in 1917 en van de Arabische Socialistische Ba'ath-partij in 1947. De vlag werd gebruikt in Gaza tot het Egyptische leger twee maanden later arriveerde.
Tijdens de bezetting en het bestuur van de Gazastrook door het Koninkrijk Egypte (vanaf 1952: Arabische Republiek Egypte, vanaf 1958: Verenigde Arabische Republiek) en de Westelijke Jordaanoever door Transjordanië (vanaf 1950: Jordanië) van 1948 tot 1967, werden daar de vlaggen van de respectievelijke staten gebruikt.

? Vlag van het Ottomaanse Rijk (1844-1923), in Palestina tot 1917
? Vlag van het Mandaatgebied Palestina 1927-1948
? Vlag van de Arabische opstand;  Vlag van het Koninkrijk Hidjaz (1916 - ca. 1920) en de vlag van Palestina (tot 1948)
? Vlag van Egypte (1923-1958), 1948-1958 ook in de Gazastrook
Vlag van de Verenigde Arabische Republiek (1958-1972) (vanaf 1961 alleen vlag van Egypte, sinds 1982 weer Vlag van Syrië), gebruikt in de Gazastrook van 1958-1967
vlag van Jordanië (sinds 1928), gebruikt op de Westelijke Jordaanoever van 1948-1967

De Palestijnen namen de vlag met de zwart-wit-groene strepen aan op de Palestijnse Conferentie in Gaza op 18 oktober 1948. De Arabische Liga volgde deze beslissing. Het werd officieel bevestigd op 28 mei 1964 toen de Palestijnse Nationale Raad (PNC) werd opgericht en de Palestijnse Bevrijdingsorganisatie (PLO) werd opgericht in Jeruzalem.
Sinds 1974, toen de Arabische Liga de PLO uitriep tot de enige legitieme vertegenwoordiger van het Palestijnse volk en de Verenigde Naties de PLO de status van waarnemer verleende, is de vlag internationaal erkend als de vlag van de Palestijnen.

## Ontwikkeling

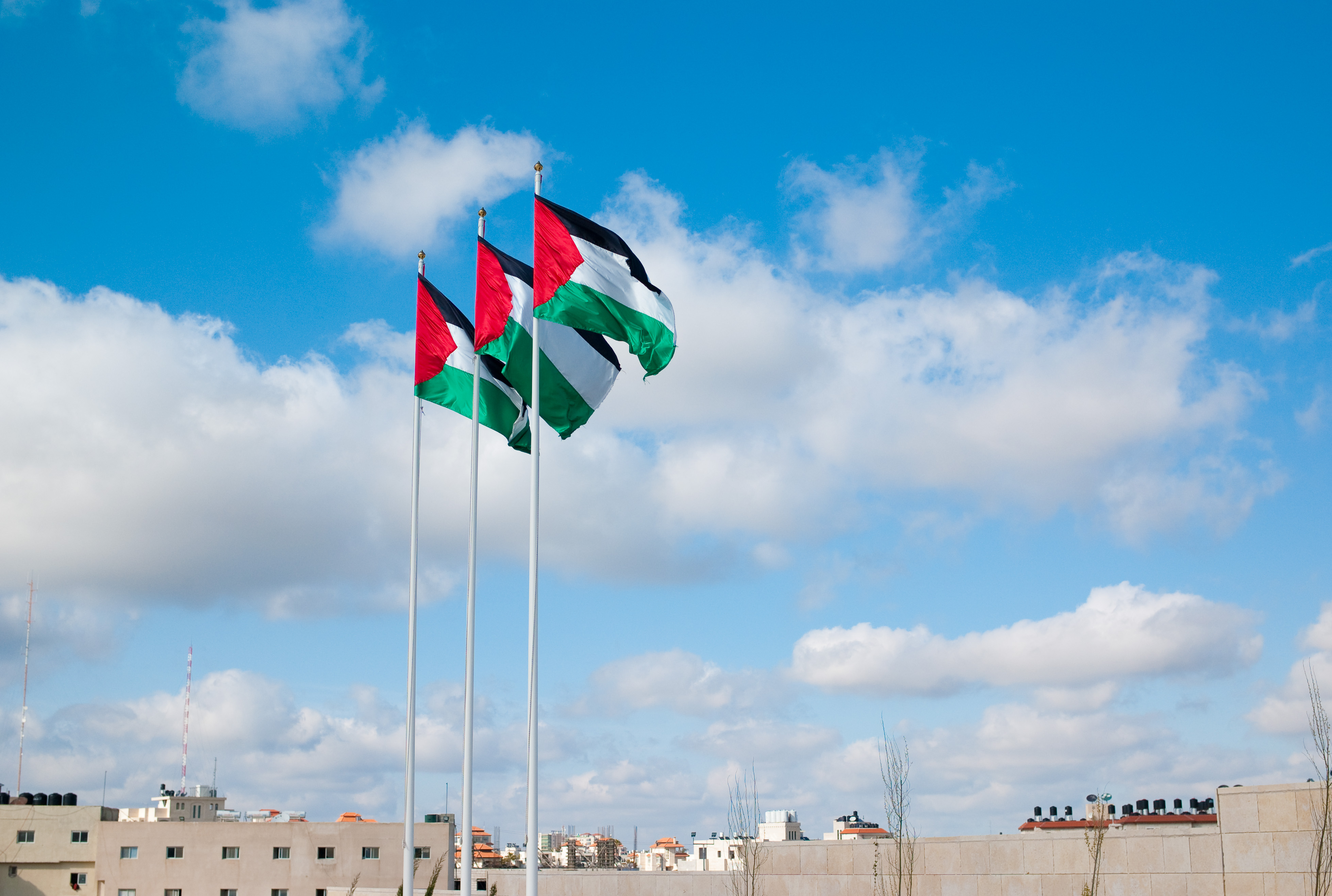
Palestijnse vlaggen bij het graf van Yasser Arafat

In 1988 riep Yasser Arafat de staat Palestina uit na een besluit van de Palestijnse Nationale Raad in Algiers. Palestina is echter nog geen lid van de VN, hoewel het nu door 146 van de 193 VN-lidstaten wordt erkend.
De vlag is sinds 1967 verboden in Israël, maar na de ondertekening van de Oslo-akkoorden (1993) werd hij vanaf 18 mei 1994 vaak onofficieel getolereerd.
In december 2006, tijdens een ontmoeting tussen de Israëlische premier Ehud Olmert en de Palestijnse president Mahmoud Abbas in Jeruzalem, werd de Palestijnse vlag voor het eerst naast de Israëlische vlag geplaatst.
Op 30 september 2015 werd de Palestijnse vlag voor het eerst gehesen in de rij met vlaggen voor het gebouw van de Verenigde Naties in New York, waar Palestina sinds 2012 als waarnemer zitting heeft.
In 2023 bracht Amnesty International een rapport uit waarin nieuwe beperkingen van de Israëlische regering op het vertonen van de Palestijnse vlag werden veroordeeld als "een poging om racisme te legitimeren" door het onderdrukken van "een symbool van eenheid en verzet tegen de onwettige bezetting door Israël" in de Palestijnse gebieden.